# Comuna de Ostrowite
Ostrowite (polaco: Gmina Ostrowite) é uma gminy (comuna) na Polónia, na voivodia de Grande Polónia e no condado de Słupecki. A sede do condado é a cidade de Ostrowite.
De acordo com os censos de 2004, a comuna tem 5129 habitantes, com uma densidade 49,3 hab/km².

## Área
Estende-se por uma área de 104,1 km², incluindo:
- área agrícola: 81%
- área florestal: 7%

## Demografia
Dados de 30 de Junho 2004:
|                      | Total   | Total | Mulheres | Mulheres | Homens  | Homens |
| -------------------- | ------- | ----- | -------- | -------- | ------- | ------ |
|                      | pessoas | %     | pessoas  | %        | pessoas | %      |
| População            | 5129    | 100   | 2484     | 48,4     | 2645    | 51,6   |
| Densidade (pop./km²) | 49,3    | 100   | 23,9     | 23,9     | 25,4    | 25,4   |

De acordo com dados de 2002, o rendimento médio per capita ascendia a 1359,86 zł.

## Subdivisões
- Doły, Giewartów, Giewartów-Holendry, Gostuń, Grabina, Izdebno, Jarotki, Kania, Kąpiel, Kosewo, Mieczownica, Naprusewo, Ostrowite, Przecław, Sienno, Siernicze Wielkie, Skrzynka Mała, Stara Olszyna, Szyszłowo, Tomaszewo.

## Comunas vizinhas
- Kazimierz Biskupi, Kleczew, Powidz, Słupca